# Furacão Fox (1952)
O furacão Fox foi o ciclone tropical mais forte e mortal da temporada de furacões no Atlântico de 1952, abaixo da média. A sétima tempestade tropical, o sexto furacão no Atlântico e o terceiro maior furacão da temporada, Fox foi uma pequena e intensa tempestade caribenha que se desenvolveu a noroeste de Cartagena, Colômbia, no sul do Mar do Caribe. Ele moveu-se continuamente para o noroeste, intensificando-se para uma tempestade tropical em 21 de outubro. No dia seguinte, ele rapidamente se intensificou em um furacão e virou para o norte passando perto de Grand Cayman, nas Ilhas Cayman. O ciclone atingiu ventos de pico de 233 km/h (145 mph) ao atingir Cayo Guano del Este, na costa de Cienfuegos. Fox atingiu Cuba em intensidade máxima, produzindo picos de rajadas de 170-180 mph (275–290 km/h). Enfraqueceu em relação à terra, mas fortaleceu-se novamente ao virar para o leste sobre as Bahamas. Em 26 de outubro, ele enfraqueceu e tomou um caminho errático, dissipando-se a oeste-sudoeste das Bermudas em 28 de outubro.
O furacão Fox foi o segundo furacão mais intenso a atingir Cuba até o furacão Michelle na temporada de furacões no oceano Atlântico de 2001. Originalmente, acreditava-se que era a segunda furacão categoria 4 em Cuba antes da reanálise do furacão Atlântico. Na época, o ciclone produziu a quarta pressão mais baixa em um furacão cubano; apenas os furacões de 1917, 1924 e 1932 foram mais intensos. O furacão Irma mais tarde entraria nessa lista em 2017. O furacão Fox matou 600 pessoas em toda a ilha, causando sérios danos às colheitas nas áreas rurais. O furacão também arruinou 30% das safras de tomate em Eleuthera, nas Bahamas. Em todo o arquipélago, a Fox produziu rajadas de vento superiores a 180 km/h (110 mph). Os danos totais alcançaram $ 10 milhões em Cuba. Fox foi o segundo furacão a pousar durante a temporada, depois que o furacão Able atingiu a Carolina do Sul.

## História meteorológica
Em 20 de outubro, uma depressão tropical se formou no Mar do Caribe, 170 milhas (270 km) a noroeste de Cartagena, Colômbia. Acredita-se que Fox tenha se desenvolvido a partir de uma área de baixa pressão na Zona de Convergência Intertropical, embora não tenha sido detectado operacionalmente até 21 de outubro. O sistema avançou continuamente para o noroeste e se intensificou gradualmente. Em 21 de outubro, uma missão de reconhecimento voou para o sistema, relatando ventos sustentados de 56 km/h (35 mph) e rajadas de 89 km/h (55 mph). Na época, estima-se que o sistema tenha se fortalecido para Tropical Storm Fox. O ciclone continuou a se aprofundar e atingiu o equivalente a uma furacão categoria 1 na escala de furacões de Saffir-Simpson, 120 milhas (200 km) a sudeste das Ilhas Swan, Honduras. O furacão intensificou-se rapidamente e virou para o norte em 23 de outubro, fortalecendo-se para atingir ventos que correspondem a um grande furacão moderno, uma tempestade de categoria 3 ou superior na escala de furacões de Saffir-Simpson. O furacão passou perto de Grand Cayman, nas Ilhas Cayman. No final do dia 24 de outubro, o ciclone atingiu a pequena ilha de Cayo Guano del Estes, no arquipélago de los Canarreos, ao sul de Cienfuegos. Os ventos máximos sustentados foram próximos a 233 km/h (145 mph), e a estação meteorológica da ilha registou uma pressão mínima de 934 mbar (27,59 inHg).  O ciclone cruzou a costa continental de Cuba a oeste de Cienfuegos, e enfraqueceu ao cruzar a ilha.
No início de 25 de outubro, o furacão Fox entrou no Oceano Atlântico. Ele cruzou o centro de Andros e virou para o leste nas Bahamas.  Em 26 de outubro, o furacão voltou a se intensificar brevemente  ao cruzar a Ilha Cat. O centro tornou-se mal definido  e o ciclone enfraqueceu rapidamente. Ele virou para o norte e, em seguida, deu uma virada errática para o nordeste enquanto enfraquecia para uma tempestade tropical em 27 de outubro. O sistema ganhou características extratropicais à medida que se fundiu com uma fronteira polar frontal, e se dissipou a oeste-sudoeste das Bermudas em 28 de outubro.

## Preparativos
Os alertas, junto com a coordenação entre o Observatório Nacional de Havana e o Departamento de Meteorologia dos Estados Unidos, foram creditadas pela redução das mortes em Cuba. As observações do tempo também estavam disponíveis nas estações meteorológicas cubanas. Em 25 de outubro, os ventos com força de furacão do ciclone deveriam permanecer na costa leste da Flórida, embora ventos com força de vendaval fossem antecipados de Florida Keys a Palm Beach, Flórida. Assim, avisos de tempestade foram emitidos de Key West, Flórida para Vero Beach, Flórida. As aeronaves militares foram transportadas para locais mais seguros, enquanto as embarcações foram armazenadas em portos e rios. Hotéis e resorts foram fechados nas ilhas barreira. As Bahamas receberam avisos bem antes do furacão. O furacão virou rapidamente para o leste, o que reduziu a ameaça para Bimini, Cat Cay, Grand Bahama e as ilhas Abaco.

## Impacto

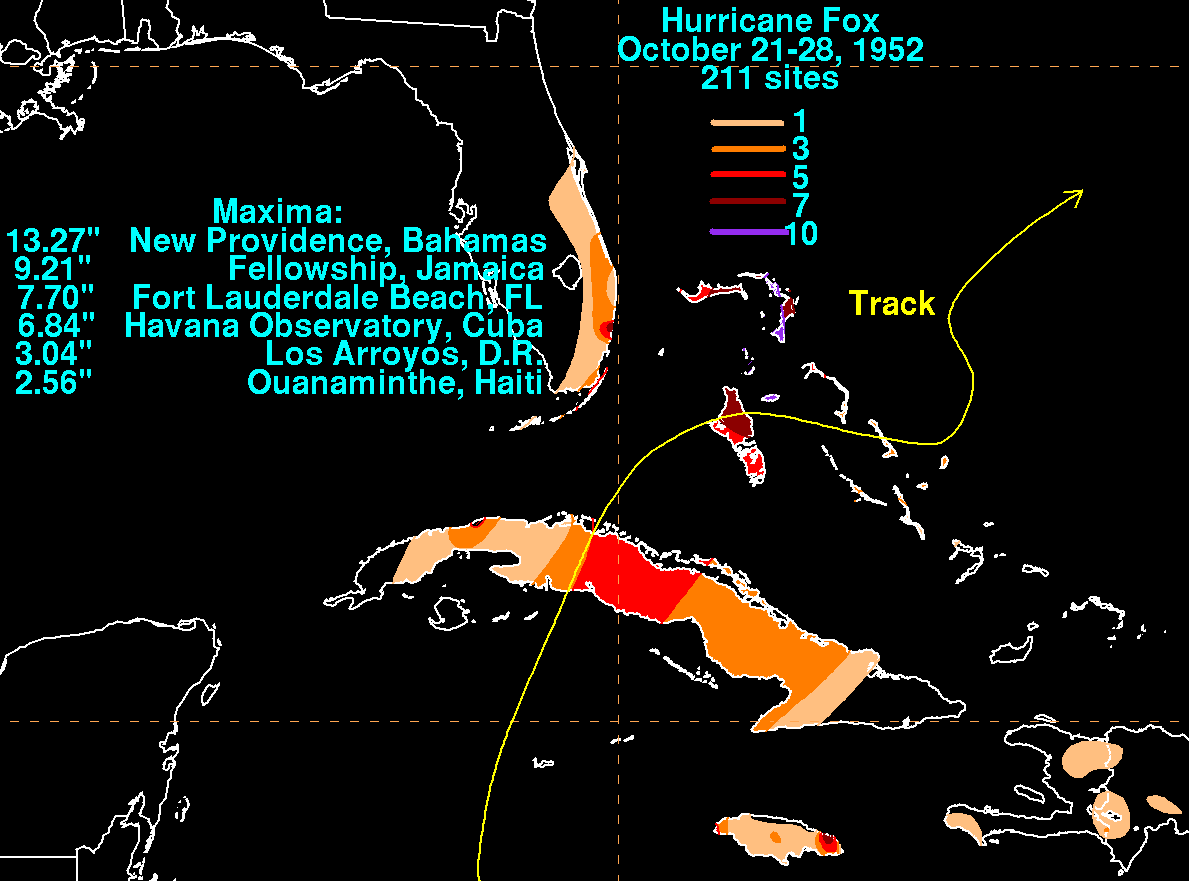
Precipitação total da tempestade relacionada ao furacão Fox

Um voo de aeronave na tempestade experimentou turbulência severa, e a chuva impulsionada pelo vento supostamente removeu a tinta das superfícies do avião.
Como resultado da tempestade, 70 pessoas ficaram feridas em Cuba. Graves danos às propriedades e plantações ocorreram nas áreas rurais. Em Zulueta, 30 estruturas foram destruídas, enquanto um cargueiro japonês foi levado à praia nos recifes perto de Cayo Breton. A tripulação sobreviveu, embora outro navio tenha sido desativado durante a tempestade. As franjas da tempestade produziram fortes chuvas em Cuba, inundando áreas baixas e fazendo com que vários rios transbordassem. Ventos fortes arrancaram grandes árvores em Santa Isabel, e ventos de 160 km/h (100 mph) foram registados na cidade de Cienfuegos.  Em Aguada de Pasajeros, 600 edifícios foram demolidos, enquanto 36 dos 261 engenhos de açúcar em toda a ilha foram danificados pelo furacão Fox.  Ao todo, o furacão Fox matou 600 pessoas em Cuba e causaram $ 10 milhões em danos.
O ciclone produziu ventos de pico de 80 km/h (50 mph) em Nassau, Bahamas, não causando danos relatados. As colheitas foram danificadas por ventos fortes e fortes precipitações em Eleuthera. Cerca de 30 por cento das safras de tomate foram destruídas durante a tempestade. Um homem que tentou secretamente semear e enfraquecer a tempestade estava desaparecido e dado como morto depois que seu avião desapareceu ao largo de Miami, Flórida. Várias buscas pela Guarda Costeira não tiveram sucesso.
No início dos anos 1950, os ciclones tropicais do Atlântico foram nomeados por meio do Alfabeto Fonético Conjunto Exército / Marinha. O furacão Fox de 1952 foi o último ciclone tropical do Atlântico a ser designado com esse sistema de nomenclatura, e uma lista feminina de nomes de ciclones tropicais foi utilizada na temporada de furacões no oceano Atlântico de 1953. Depois do furacão Pinar del Río de 1917 mais forte, o furacão Fox foi o segundo landfall mais intenso em Cuba até que o furacão Michelle atingiu a ilha em 2001. Originalmente, o furacão de 1917 foi considerado uma furacão categoria 3 antes da reanálise do furacão Atlântico, que fez do Fox a segunda categoria 4 landfall após o furacão de Cuba de 1932. Na época, Fox foi o quarto furacão mais intenso a atingir Cuba em termos de pressão atmosférica; apenas as tempestades de 1917, 1924 e 1932 foram mais fortes em um ponto de sua longevidade.